# Daniel Haquet
Daniel Haquet (* 9. Januar 1957 in Elbeuf) ist ein ehemaliger französischer Basketballspieler.

## Laufbahn
Der 2,02 Meter messende Flügelspieler gehörte der Mannschaft AS Straßburg an, wechselte 1974 dann zu SIG Straßburg. Ab 1976 stand Haquet in Diensten von ASVEL Lyon-Villeurbanne und gewann mit der Mannschaft in der Saison 1976/77 den französischen Meistertitel. Er erzielte in dieser Saison 6,7 Punkte je Begegnung. Beim zweiten Meistertitel im Spieljahr 1980/81 war er bereits einer von ASVELs Führungsspielern, erzielte 14,8 Punkte pro Partie.
1982 wechselte Haquet zu Olympique d’Antibes. Dort steigerte er seine Punktausbeute weiter und erreichte 1984/85 mit 18,9 Punkten pro Partie den Höchstwert seiner Laufbahn in der Ligue Nationale de Basket. 1986 nahm er ein Angebot von EB Orthez an. Haquet wurde mit der Mannschaft 1987 Meister und spielte mit ihr im Europapokal der Landesmeister.
Er kehrte 1988 nach Antibes zurück, mit den Südfranzosen gewann er 1991 den Meistertitel. 1992 beendete er seine Leistungssportlaufbahn.
1995 wurde Saint-Vallier Basket Drôme unter Haquet als Spielertrainer Meister der Liga Nationale 3.

### Nationalmannschaft
Mit Frankreichs Nationalmannschaft nahm er 1983 und 1985 an den Europameisterschaften und 1986 an der Weltmeisterschaft teil. Bei der WM in Spanien erzielte er statistisch 12,2 Punkte je Begegnung und war damit viertbester französischer Korbschütze des Turniers. Er bestritt 81 Länderspiele.